# Justo Tejada
Justo Tejada Martínez (Barcelona, 6 de enero de 1933 - 31 de enero de 2021) fue un futbolista español. Se trataba de un extremo derecho rápido, técnico, eléctrico y con una notable capacidad goleadora.
Uno de los once jugadores blaugranas que saltaron al césped del Camp Nou en su inauguración el 24 de septiembre de 1957, autor del segundo tanto de aquel partido y también del pase de cabeza a Eulogio Martínez en el primer tanto. 
Formó parte de F.C Barcelona junto con jugadores como Kubala, Antoni Ramallets, Estanislao Basora, Evaristo Macedo o el ya mencionado Eulogio Martínez.

## Biografía
Tras despuntar en el Europa amateur, donde estuvo tres meses, pasó al del FC Barcelona. En esa época, aún no existían las categorías cadete y juvenil, y los jóvenes de la cantera se distribuían en diferentes amateurs antes de dar el salto al España Industrial, el filial, donde Fernando Daucik ya empezó a fijarse en su potencial gracias, sobre todo, a los partidos que organizaba entre semana contra el primer equipo para evitar que el equipo reserva lesionara a los titulares.  
El Murcia quiso ficharle por 50 000 pesetas (el Barça solo le daba 15 000), y pese al interés del jugador, el club le acabó denegando el pase. Ya en la temporada 1953-54 subió al primer equipo, donde permanecería ocho temporadas. Llegó a disputar 245 partidos y marcó 126 goles. Tras la final fatídica de Berna, la de los postes contra el Benfica, la directiva del club empezó a hacer limpieza en la plantilla y le puso el cartel de transferible a Czibor, Kocsis, Villaverde y Tejada. Gracias a la gestión de su amigo Alfredo Di Stéfano, consiguió fichar por un Madrid muy necesitado de un extremo derecho puro en la 61-62, debido al pobre rendimiento del brasileño Canario y de la enfermedad de Herrerita. Logró enrolarse en el Madrid de Miguel Muñoz pero la directiva del Barça, presidida por Enric Llaudet, se lo puso difícil pese a no querer contar más con sus servicios. Al final, tras su marcha al Madrid y la de Czibor al Espanyol, el club decidió no jugársela y quedarse con Kocsis y Villaverde.  
En el Madrid jugó dos temporadas y el Benfica volvió a convertirse en su bestia negra al ganarle la final de Ámsterdam, en la que Justo Tejada pudo marcar un gol decisivo de cabeza. El mismo jugador recuerda esta acción como una de las espinas clavadas en su trayectoria. Un gol que seguramente, tal y como reconoce, le hubiera abierto las puertas de la selección para el Mundial 1962 de Chile. En la 1963-64, firmó por el Espanyol, donde compartió temporada con su inseparable Ladislao Kubala. Un año después, lo haría también en el club blanquiazul con uno de sus mejores socios en el campo, el argentino Alfredo Di Stéfano. Allí puso punto final a una carrera deportiva dilatada y exitosa, en la que se enfrentó a jugadores de la talla de Eusebio, Coluna, Garrincha, Pelé, Vavá o Nilton Santos, y compartió equipo con fenómenos de la talla de Di Stéfano, Puskas, Kubala, Gento, Kocsis, Czibor, Luis Suárez, Luis Del Sol, César, Basora, Moreno o Manchón.  
Con la selección, fue internacional en 8 ocasiones y 6 con la sub-21 (lo que antes se conocía como ser Internacional B). Tejada debutó con la absoluta un 13 de abril de 1958 contra Portugal y se despidió el 2 de abril de 1961 ante Francia. Jugó su mejor encuentro con la selección el 15 de octubre de 1958, cuando los españoles se impusieron a Irlanda del Norte por 6-2, con cuatro goles suyos. También recuerda el Barça de Helenio Herrera como el mejor equipo en el que jugó.

## Fallecimiento
El exfutbolista falleció el 31 de enero de 2021 a los 88 años por causas naturales, el F.C Barcelona hizo un minuto de silencio en el Camp Nou en memoria de Justo Tejada que en su momento fue un histórico futbolista en el fútbol español.

## Clubes
| Club         | País   | Año       |
| ------------ | ------ | --------- |
| FC Barcelona | España | 1953-1961 |
| Real Madrid  | España | 1961-1963 |
| RCD Español  | España | 1963-1965 |

## Palmarés

### Campeonatos nacionales
| Título | Club         | País   | Año  |
| ------ | ------------ | ------ | ---- |
| Copa   | FC Barcelona | España | 1957 |
| Liga   | FC Barcelona | España | 1959 |
| Copa   | FC Barcelona | España | 1959 |
| Liga   | FC Barcelona | España | 1960 |
| Liga   | Real Madrid  | España | 1962 |
| Copa   | Real Madrid  | España | 1962 |
| Liga   | Real Madrid  | España | 1963 |

### Copas internacionales
| Título         | Club         | País   | Año  |
| -------------- | ------------ | ------ | ---- |
| Copa de Ferias | FC Barcelona | España | 1958 |
| Copa de Ferias | FC Barcelona | España | 1960 |